# Durajkisz
Durajkisz (arab. دريكيش) – miasto w Syrii, w muhafazie Tartus. W 2004 roku liczyła 13 244 mieszkańców.